# Вечтомов, Евгений Михайлович
Евгений Михайлович Вечтомов (род. 15 мая 1953, Киров) — российский математик, доктор физико-математических наук, профессор, действительный член Российской академии естественных наук (РАЕН) и Российской академии естествознания (РАЕ).
В 1974 году окончил математический факультет Кировского госпединститута им. В. И. Ленина, в котором с 1988 г. заведует кафедрой. В настоящее время — заведующий кафедрой фундаментальной математики Вятского государственного университета.

## Научная деятельность
В математике разрабатывает два раздела: «Кольца и полукольца непрерывных функций» и «Теория полуколец». По первому разделу им опубликованы две монографии, научные обзоры и статьи в ведущих математических журналах СССР и России.
Решил известные математические проблемы И. Капланского, М. А. Наймарка, Л. А. Скорнякова, А. А. Туганбаева, М. Хенриксена, проблему структурного изоморфизма колец непрерывных функций. Создал новое направление в математике — «Общая теория колец и полуколец непрерывных функций».

## Теория колец, полуколец и полутел
В теории полуколец и полутел Е. М. Вечтомовым и его учениками достигнуты существенные продвижения: разработана теория абелево-регулярных положительных полуколец, изучены положительно упорядоченные полутела, развивается тема конгруэнции на полукольцах, получены серьёзные результаты в теории полутел, развита теория пучковых представлений полуколец и полутел.
Е. М. Вечтомов — известный в стране и за рубежом алгебраист, ведущий в мире специалист по теории колец и полуколец функций. Основатель и руководитель научной школы «Функциональная алгебра и теория полуколец». С 1994 г. руководит научным алгебраическим семинаром г. Кирова и аспирантурой по алгебре, им подготовлено 8 кандидатов наук. Один из его учеников защитил докторскую диссертацию по теории полуколец.

## Административная деятельность
Является председателем Совета УМО по математике педвузов Волго-Вятского региона (в 1995—1999 гг. был заместителем). С 1997 г. главный редактор периодического межвузовского научно-методического сборника «Математический вестник педвузов и университетов Волго-Вятского региона». Член редколлегии журнала «Вестник Сыктывкарского университета. Серия 1: Математика. Механика. Информатика». 11 лет был председателем экспертного научного совета ВятГГУ и заместителем главного редактора журнала «Вестник ВятГГУ». Рецензент ряда изданий и диссертаций.
За годы работы в вузе Е. М. Вечтомов вёл основные кафедральные курсы, разработал и прочитал 12 спецкурсов, под его руководством защищено около 70 дипломных работ по математике. Разработал и внедрил в учебный процесс вводный курс алгебры, новые программы алгебраических курсов, УМК математических дисциплин.
Председатель ГАК по математике в Сыктывкарском университете, Глазовском и Вологодском педвузах. Эксперт Минобразования по математике и естественнонаучному блоку по государственной аттестации и аккредитации вузов России. Разработчик тестов по математике в Росаккредагентстве. Много лет руководит студенческими математическими кружками. Возглавлял НИРС на математическом факультете. Подготовил ряд выпускников к поступлению в аспирантуру по математике. 15 лет занимался вопросами современной алгебры со школьниками г. Кирова.

## Участие в конференциях
Е. М. Вечтомов выступал с докладами на международных математических конференциях: в Москве, Санкт-Петербурге, Екатеринбурге, Новосибирске, Казани, Красноярске, Перми, Орле, Баку, Кишинёве, Тирасполе, Львове, Тарту, Вильнюсе. Сделал более 20 докладов на алгебраических и топологических семинарах в МГУ и около 20 пленарных докладов по вузовской методике и методологии математики на всероссийских научных и методических конференциях.
Организатор и председатель четырёх всероссийских конференций по проблемам современного математического образования в вузах и школах России, проведённых на базе ВятГГУ в 1998, 2001, 2004 и 2006 гг. Член докторских диссертационных советов по философии, культурологии и методикам. 8 лет был заместителем председателя диссертационного совета по теории и методике обучения математике.

## Работы, гранты и премии
Имеет более 260 научных работ по математике, её методике и методологии. Автор 4 монографий, 6 научных обзоров (4 из которых в ВИНИТИ), 10 учебных пособий, в том числе монографий «Функциональные представления колец» (М.: МПГУ, 1993. 191 с.) и «Метафизика математики» (Киров: ВятГГУ, 2006. 508 с.), учебного пособия по спецкурсу «Основные структуры классической математики» (Киров: ВятГГУ, 2007. 252 с.). Изложение докторской диссертации «Rings of continuous functions with values in topological division ring» опубликовано в журнале переводных работ: J. Math. Sciences (USA). 1996. V. 78, № 6. P. 702—753.
Лауреат научной премии Кировской городской думы и администрации г. Кирова (1996 г.), научных премий ВятГГУ (2002, 2005, 2008 гг.), победитель областного смотра-конкурса на лучшего по профессии 1999 г. и областной выставки «Вятская книга-2006» в номинации «Лучшее научное издание».
Е. М. Вечтомов — обладатель четырёх грантов соросовского профессора (1998—2001 гг.), научных грантов РФФИ (2003 г.) и РГНФ (2006 г.), гранта ВятГГУ 2008 г. за руководство ведущей научной школой университета.

## Награды
- Отличник народного просвещения Российской Федерации (1996)
- Почётный работник высшего профессионального образования (2003)
- Заслуженный работник высшей школы РФ (2008)
- Почётные грамоты Министерства образования РСФСР (1990) и РФ (1997).

Присвоены почетные звания РАЕ «Основатель научной школы» и «Золотая кафедра России», награждён золотой медалью им. В. И. Вернадского.